# يعقوب جوليوس
يعقوب جوليوس أو ياكب يوليوس (1005 هـ- 1078 هـ/1596 - 1667 م) مستشرق ورياضي هولندي. ولد في لاهاي لأسرة من لايدن، وكان أبوه كاتب عدل لمجلس الدولة الهولندية ومساعدا خاصا للعالم الرياضي كريستيان هوغنس.
درس في جامعة لايدن عام 1612 وتعلم فيها علوم اللاهوت، والفلسفة، والطب والرياضيات. لدى اطلاعه على المخطوطات اليونانية الرياضية اكتشف العديد من مساهمات الرياضيين العرب في هذا المجال، سواء كانت تلك المساهمات ترجمة للأصل اليوناني، أو تعليقا عليها أو إضافة لها الأمر الذي أدى إلى اقتناعه بضرورة تعلم العربية. في عام 1618م قرر الرجوع إلى جامعة لايدن وتتلمذ فيها على يد المستشرق إربينيوس الذي كان أستاذ اللغة العربية في تلك الجامعة آنذاك. بعد تخرجه من الجامعة قضى وقتا في لا روشيل في فرنسا يعلم اللغة اليونانية، ثم عاد في عام 1622 إلى هولندا وهناك استغل البرلمان الهولندي قدراته كمتحدث بالعربية وأرسله كمترجم لدى البعثة الهولندية في مراكش في المغرب. أثناء مقامه في المغرب جمع العديد من المخطوطات العربية (التي أودعت لاحقا في مكتبة جامعة لايدن) وتعلم اللهجة المغربية ودرس كتاب روض القرطاس لابن أبي زرع. عاد إلى لايدن عام 1624م بعد وفاة إربينيوس وخلفه في أستاذية اللغة العربية في الجامعة. في عام 1625 سمحت له الجامعة بالسفر إلى الشرق لاقتناء مخطوطات جديدة ودعمته ماديا في تلك المهمة. أقام في حلب مدة ثم تنقل في سورية والعراق، وهو واحد من عدة رحالة أجانب زاروا بغداد في العهد العثماني، حيث صحب القوات العثمانية أثناء توجهها إلى بغداد، حيث كانت بغداد قد سقطت بيد الفرس عام 1624م. وانتهى به المطاف في اسطانبول ومنها انطلق عائدا لهولندا عام 1629 واستمر فيهما حتى وفاته. عند عودته تقلد، بالإضافة لأستاذية اللغة العربية في الجامعة، كرسي قسم الرياضيات كذلك.
درس على يديه الفيلسوف والرياضي الفرنسي رينيه ديكارت ومن المحتمل أن يوليوس قد أطلع ديكارت على المخطوطات العربية في علوم الرياضيات وخاصة في مواضيع القطوع المخروطية حيث رجحت هيلين حطاب أستاذة علوم الفلسفة أن ديكارت اختار التتلمذ على يد يوليوس لقدرته على استطلاع المخطوطات العربية.
له «معجم عربي لاتيني»، وسعه وحسنه من بعده المستشرق الألماني فريتاخ.